# Chrysopogon lancearius
Chrysopogon lancearius är en gräsart som först beskrevs av Joseph Dalton Hooker, och fick sitt nu gällande namn av Henry Haselfoot Haines. Chrysopogon lancearius ingår i släktet Chrysopogon och familjen gräs. Inga underarter finns listade i Catalogue of Life.